# Гаритано, Асьер
Асьер Гаритано Агирресабаль (исп. Asier Garitano Aguirrezábal; род. 6 декабря 1969, Вергара, Страна Басков) — испанский футболист и футбольный тренер.

## Карьера

### Игрок
Воспитанник юношеской команды «Атлетик Бильбао». В основном составе дебютировал 2 сентября 1989 года в матче против сантандерского «Расинга» (2:1).
После четырёх сезонов Бильбао (один был проведён им в аренде в ФК «Эйбар») Асьер перебрался в «Картахену», а оттуда в «Кадис».
Карьеру игрока завершил в 2003 году в возрасте 33 лет, во многом по причине участившихся травм.

### Тренер
Вскоре по окончании карьеры игрока Гаритано стал ассистентом главного тренера в «Аликанте», за который выступал с 2002 по 2003 год. В октябре 2008 года после отставки Хосе Карлоса Гранеро он на некоторое время возглавил коллектив, но уже спустя три тура (2 ничьи и 1 поражение) передал бразды правления Нино Леме.
После нескольких краткосрочных попыток в командах низших испанских лиг, длившихся не более сезона, в 2013 году Гаритано стал тренером команды «Леганес», с которым преодолел путь из третьего дивизиона в Примеру. Сам же Гаритано получил Приз Мигеля Муньоса. В первом своём сезоне в высшем свете испанского футбола «Леганес» сумел удержаться на 17-й спасительной строчке и избежать возвращения в Сегунду. После сезона 2017/18 Гаритано покинул «Леганес».

## Тренерская статистика
| Аликанте  | Испания | 13 октября 2008 | 3 ноября 2008 | 3   | 0   | 2  | 1  | 000,00 |
| Кастельон | Испания | 6 апреля 2010   | 30 июня 2010  | 11  | 2   | 3  | 6  | 018,18 |
| Ориуэла   | Испания | 7 июля 2011     | 14 июня 2012  | 42  | 19  | 15 | 8  | 045,24 |
| Алькояно  | Испания | 14 июня 2012    | 25 марта 2013 | 36  | 18  | 7  | 11 | 050,00 |
| Леганес   | Испания | 28 июня 2013    |               | 183 | 74  | 53 | 56 | 040,44 |
| Всего     | Всего   | Всего           | Всего         | 275 | 113 | 80 | 82 | 041,09 |